# Toussaint Gombe-Fei
Alfred Toussaint Gombe-Fei (Bangui, 1º novembre 2001) è un calciatore centrafricano, attaccante dell'Elite Falcons.

## Carriera

### Nazionale
Il 30 marzo 2021, dopo aver precedentemente giocato in Under-23, ha esordito con la nazionale maggiore centrafricana giocando l'incontro perso 0-1 contro la Mauritania, valido per le qualificazioni al campionato mondiale di calcio 2022.

## Statistiche

### Presenze e reti nei club
Statistiche aggiornate al 22 marzo 2022.
| Stagione        | Squadra         | Campionato      | Campionato | Campionato | Coppe nazionali | Coppe nazionali | Coppe nazionali | Coppe continentali | Coppe continentali | Coppe continentali | Altre coppe | Altre coppe | Altre coppe | Totale | Totale |
| Stagione        | Squadra         | Comp            | Pres       | Reti       | Comp            | Pres            | Reti            | Comp               | Pres               | Reti               | Comp        | Pres        | Reti        | Pres   | Reti   |
| --------------- | --------------- | --------------- | ---------- | ---------- | --------------- | --------------- | --------------- | ------------------ | ------------------ | ------------------ | ----------- | ----------- | ----------- | ------ | ------ |
| 2021-mar. 2022  | Vyškov          | 2L              | 1          | 0          | CRC             | 0               | 0               |                    | -                  | -                  |             | -           | -           | 1      | 0      |
| 2022            | Tacoma Defiance | MNP             | 0          | 0          |                 | -               | -               |                    | -                  | -                  |             | -           | -           | 0      | 0      |
| Totale carriera | Totale carriera | Totale carriera | 1          | 0          |                 | 0               | 0               |                    | -                  | -                  |             | -           | -           | 1      | 0      |

### Cronologia presenze e reti in nazionale
| Cronologia completa delle presenze e delle reti in nazionale ― Rep. Centrafricana | Cronologia completa delle presenze e delle reti in nazionale ― Rep. Centrafricana | Cronologia completa delle presenze e delle reti in nazionale ― Rep. Centrafricana | Cronologia completa delle presenze e delle reti in nazionale ― Rep. Centrafricana | Cronologia completa delle presenze e delle reti in nazionale ― Rep. Centrafricana | Cronologia completa delle presenze e delle reti in nazionale ― Rep. Centrafricana | Cronologia completa delle presenze e delle reti in nazionale ― Rep. Centrafricana | Cronologia completa delle presenze e delle reti in nazionale ― Rep. Centrafricana |
| Data                                                                              | Città                                                                             | In casa                                                                           | Risultato                                                                         | Ospiti                                                                            | Competizione                                                                      | Reti                                                                              | Note                                                                              |
| --------------------------------------------------------------------------------- | --------------------------------------------------------------------------------- | --------------------------------------------------------------------------------- | --------------------------------------------------------------------------------- | --------------------------------------------------------------------------------- | --------------------------------------------------------------------------------- | --------------------------------------------------------------------------------- | --------------------------------------------------------------------------------- |
| 30-3-2021                                                                         | Bangui                                                                            | Rep. Centrafricana                                                                | 0 – 1                                                                             | Mauritania                                                                        | Qual. Mondiali 2022                                                               | -                                                                                 | 36’                                                                               |
| Totale                                                                            |                                                                                   | Presenze                                                                          | 1                                                                                 |                                                                                   | Reti                                                                              | 0                                                                                 |                                                                                   |